# Lluita als Jocs Olímpics d'estiu de 1984
Als Jocs Olímpics d'Estiu de 1984 celebrats a la ciutat de Los Angeles (Estats Units d'Amèrica) es disputaren 20 proves de lluita, totes elles en categoria masculina. Es realitzaren deu proves en lluita lliure i deu proves més en lluita grecoromana entre els dies 30 de juliol i l11 d'agost de 1984 a l'Anaheim Convention Center.

## Comitès participants
Hi participaren un total de 267 lluitadors de 44 comitès nacionals diferents:
| - Argentina (3) - Austràlia (3) - Àustria (7) - Bolívia (1) - Camerun (5) - Canadà (13) - Colòmbia (1) - Corea del Sud (14) - Egipte (10) - Espanya (3) - Equador (1) |  | - Estats Units (19) - Finlàndia (11) - França (8) - Grècia (10) - Índia (8) - Iraq (3) - Itàlia (7) - Iugoslàvia (9) - Japó (20) - Líban (1) - Malta (2) |  | - Marroc (5) - Mauritània (2) - Mèxic (5) - Nigèria (3) - Noruega (5) - Nova Zelanda (3) - Pakistan (2) - Panamà (1) - Perú (2) - Puerto Rico (3) |  | - Regne Unit (7) - República Dominicana (1) - RFA (14) - Romania (10) - El Salvador (1) - Senegal (4) - Suècia (11) - Síria (3) - Suïssa (2) - Turquia (16) - R.P. de la Xina (7) - Xina-Taipei (1) |

## Resum de medalles

### Lluita grecoromana
| Prova    | Or                  | Argent                | Bronze             |
| – 48 kg  | Vincenzo Maenza     | Markus Scherer        | Ikuzo Saito        |
| – 52 kg  | Atsuji Miyahara     | Daniel Aceves         | Bang Dae-Du        |
| – 57 kg  | Pasquale Passarelli | Masaki Eto            | Haralambos Holidis |
| – 62 kg  | Kim Weon-Kee        | Kent-Olle Johansson   | Hugo Dietsche      |
| – 68 kg  | Vlado Lisjak        | Tapio Sipilä          | James Martinez     |
| – 74 kg  | Jouko Salomäki      | Roger Tallroth        | Ştefan Rusu        |
| – 82 kg  | Ion Draica          | Dimitrios Thanopoulos | Sören Claeson      |
| – 90 kg  | Steve Fraser        | Ilie Matei            | Frank Andersson    |
| – 100 kg | Vasile Andrei       | Greg Gibson           | Jožef Tertei       |
| + 100 kg | Jeff Blatnick       | Refik Memišević       | Victor Dolipschi   |

### Lluita lliure
| Prova    | Or                | Argent             | Bronze            |
| – 48 kg  | Bobby Weaver      | Takashi Irie       | Son Gab-Do        |
| – 52 kg  | Šaban Trstena     | Kim Jong-Kyu       | Yuji Takada       |
| – 57 kg  | Hideaki Tomiyama  | Barry Davis        | Kim Eui-Kon       |
| – 62 kg  | Randall Lewis     | Kosei Akaishi      | Lee Jung-Keun     |
| – 68 kg  | You In-Tak        | Andrew Rein        | Jukka Rauhala     |
| – 74 kg  | David Schultz     | Martin Knosp       | Šaban Sejdi       |
| – 82 kg  | Mark Schultz      | Hideyuki Nagashima | Christopher Rinke |
| – 90 kg  | Ed Banach         | Akira Ota          | Noel Loban        |
| – 100 kg | Lou Banach        | Joseph Atiyeh      | Vasile Puşcaşu    |
| + 100 kg | Bruce Baumgartner | Robert Molle       | Ayhan Taşkin      |

## Medaller
| Posició | País          | Or | Argent | Bronze | Total |
| 1       | Estats Units  | 9  | 3      | 1      | 13    |
| 2       | Japó          | 2  | 5      | 2      | 9     |
| 3       | Corea del Sud | 2  | 1      | 4      | 7     |
| 4       | Romania       | 2  | 1      | 3      | 6     |
| 5       | Iugoslàvia    | 2  | 1      | 2      | 5     |
| 6       | RFA           | 1  | 2      | 0      | 3     |
| 7       | Finlàndia     | 1  | 1      | 1      | 3     |
| 8       | Itàlia        | 1  | 0      | 0      | 1     |
| 9       | Suècia        | 0  | 2      | 2      | 4     |
| 10      | Canadà        | 0  | 1      | 1      | 2     |
| 10      | Grècia        | 0  | 1      | 1      | 2     |
| 12      | Mèxic         | 0  | 1      | 0      | 1     |
| 12      | Síria         | 0  | 1      | 0      | 1     |
| 14      | Regne Unit    | 0  | 0      | 1      | 1     |
| 14      | Suïssa        | 0  | 0      | 1      | 1     |
| 14      | Turquia       | 0  | 0      | 1      | 1     |